# Фріпорт (Мічиган)
Фріпорт (англ. Freeport) — селище (англ. village) в США, в окрузі Беррі штату Мічиган. Населення — 542 особи (2020).

## Географія
Фріпорт розташований за координатами 42°45′49″ пн. ш. 85°18′57″ зх. д. / 42.76361° пн. ш. 85.31583° зх. д. (42.763631, -85.315757).  За даними Бюро перепису населення США в 2010 році селище мало площу 2,03 км², з яких 2,01 км² — суходіл та 0,01 км² — водойми.

## Демографія
Згідно з переписом 2010 року, у селищі мешкали 483 особи в 177 домогосподарствах у складі 124 родин. Густота населення становила 238 осіб/км².  Було 200 помешкань (99/км²).
Расовий склад населення:
| - 97,1 % — білих - 1,0 % — чорних або афроамериканців - 0,2 % — азіатів |

До двох чи більше рас належало 1,2 %. Частка іспаномовних становила 3,3 % від усіх жителів.
За віковим діапазоном населення розподілялося таким чином: 27,1 % — особи молодші 18 років, 63,8 % — особи у віці 18—64 років, 9,1 % — особи у віці 65 років та старші. Медіана віку мешканця становила 36,3 року. На 100 осіб жіночої статі у селищі припадало 99,6 чоловіків;  на 100 жінок у віці від 18 років та старших — 107,1 чоловіків також старших 18 років.
Середній дохід на одне домашнє господарство  становив 59 965 доларів США (медіана — 55 368), а середній дохід на одну сім'ю — 61 861 долар (медіана — 53 000). Медіана доходів становила 41 369 доларів для чоловіків та 25 000 доларів для жінок. За межею бідності перебувало 12,1 % осіб, у тому числі 20,1 % дітей у віці до 18 років та 7,2 % осіб у віці 65 років та старших.
Цивільне працевлаштоване населення становило 238 осіб. Основні галузі зайнятості: виробництво — 32,4 %, освіта, охорона здоров'я та соціальна допомога — 15,1 %, роздрібна торгівля — 9,7 %, мистецтво, розваги та відпочинок — 9,2 %.